# Kiss Jenő (nyelvész)
Kiss Jenő (Mihályi, 1943. február 1. –) Széchenyi-díjas magyar nyelvész, egyetemi tanár, a Magyar Tudományos Akadémia rendes tagja. A dialektológia és a szociolingvisztika neves kutatója. 1989 és 2008 között az ELTE Bölcsészettudományi Kara Magyar Nyelvtudományi Tanszékcsoport (2002-től Magyar Nyelvtudományi és Finnugor Intézet) igazgatója.

## Életpályája
1961-ben érettségizett Sopronban, majd felvették az Eötvös Loránd Tudományegyetem Bölcsészettudományi Kar magyar–latin szakára (később, 1963-ban felvette a finnugor szakot is), ahol 1966-ban szerzett tanári és finnugor szakos előadói diplomát. 1968-ban védte meg egyetemi doktori disszertációját. Egyetemi évei alatt az Eötvös Collegium tagja volt.
Diplomájának megszerzése után az egyetem Magyar Nyelvtörténeti és Nyelvjárástani Tanszékének oktatója lett. 1969-ben kikerült Göttingenbe, ahol az ottani egyetem magyar lektora volt. 1975-ben tért haza. 1979-ben rövid ideig vendégtanár volt Berlinben. 1980-ban docensi, 1990-ben egyetemi tanári kinevezést kapott. Előtte 1984 és 1990 között a BTK oktatási dékánhelyettese volt. 1991-ben a Magyar Nyelvtörténeti és Nyelvjárástani Tanszék vezetője lett (ma: Magyar Nyelvtörténeti, Szociolingvisztikai, Dialektológiai Tanszék). A tanszéket 2006-ig vezette. Ezzel párhuzamosan 1989-től 2008-ig a Magyar Nyelvtudományi Tanszékcsoport (2002 óta Magyar Nyelvtudományi és Finnugor Intézet) igazgatója volt. 2007-ben az MTA és az ELTE közös Geolingvisztikai Kutatócsoportjának vezetője lett. 1997 és 2000 között Széchenyi professzori ösztöndíjjal kutatott. 2013-ban kapott professor emeritus címet.
1977-ben védte meg a nyelvtudományok kandidátusa, 1989-ben akadémiai doktori értekezését. 1997-ben az MTA közgyűlési képviselőjévé választották (2000-ig volt képviselő), emellett 1998 és 2001 között az MTA Doktori Tanácsának nyelvésztagja volt. 2001-ben megválasztották a Magyar Tudományos Akadémia levelező, 2007-ben pedig rendes tagjává. Korábban a Nyelvtudományi Bizottság tagjaként is dolgozott, melynek 2002 és 2008 között elnöke volt. 2005-ben az Anyanyelvünk Európában Elnöki Bizottság elnökévé nevezték ki. 1974-ben a Magyar Nyelvtudományi Társaság titkárává választották, ezt a tisztségét 1990-ig viselte, amikor a társaság főtitkára lett. 2005-ben a tudományos társaság elnökévé választották. Az elnöki tisztséget 2023-ig viselte. Emellett 2000-ben a Nemzetközi Dialektológiai és Geolingvisztikai Társaság vezetőségi tagja, ill. 2003-ban a Magyar Néprajzi Társaság tiszteletbeli tagja lett. 1991-től volt az Atlas Linguarum Europae magyar nemzeti bizottságának elnöke. Ezenkívül a Magyar Nyelv és a Dialectologia et Geolinguistica folyóirat szerkesztőbizottságába is bekerült.

## Munkássága
Kutatási területei a dialektológia, a szociolingvisztika, a nyelvtörténet és a nyelvtudomány-történet. Jelentős szerepe volt a magyar nyelvjáráskutatás módszertanának megújításában, valamint a szociolingvisztikai (társasnyelvészeti) és a strukturális szempontok nyelvjárástani alkalmazása terén.
A nyelvi tudat és attitűdök, felfogások regionális-területi környezetben történő vizsgálat kutatásának megújítását irányozta elő, illetve korszerűsítette. Az Eötvös Loránd Tudományegyetem számítógépes dialektológiai központjának egyik kezdeményezője és alapítója volt.

## Családja
Nős, házasságából két leány- és egy fiúgyermeke született.

## Díjai, elismerései
- Kritikai Nívódíj (1977)
- Akadémiai Díj (1978, megosztva)
- Csűry Bálint-emlékérem (1981)
- Mihályi díszpolgára (2006)
- Pázmány Péter-díj (2008, Pro Renovanda Cultura Hungariae)
- a Magyar Érdemrend lovagkeresztje (2008)
- Pais Dezső-díj (2012)
- Lőrincze Lajos-díj (2013)
- Pro Facultate Philosophiae-díj (2019, ELTE)
- Széchenyi-díj (2019)
- Magyar Nyelvőr-díj (2019)[2]
- Révai Miklós-díj (2023)

## Főbb publikációi
- A rábaközi Mihályi igeképzői. Akadémiai Kiadó, Budapest, 1970
- Studien zur Wortbildung und Etymologie der finnisch-ugrischen Sprachen. Szegedi Tudományegyetem, Szeged, 1976
- Mihályi tájszótár. Akadémiai Kiadó, Budapest, 1979
- A cipészmesterség szakszókincse a rábaközi Mihályiban. ELTE Magyar Nyelvtörténeti és Nyelvjárási Tanszéke – MTA Nyelvtudományi Intézete. Budapest, 1981
- Nyelvjárási tanulmányok. Magyar Nyelvtudományi Társaság, Budapest, 1981
- A rábaközi Mihályi nyelvjárásának hang- és alaktana. Akadémiai Kiadó, Budapest, 1982
- Fejezetek a mihályi nyelvjárás mondattanából. Magyar Nyelvtudományi Társaság, Budapest, 1982
- Magyar madárnevek. Akadémiai Kiadó, Budapest, 1984
- A pingvintől a kolibriig. Akadémiai Kiadó, Budapest, 1985
- Állandó szókapcsolatok a rábaközi Mihályiban. Akadémiai Kiadó, Budapest, 1989
- A mihályi nyelvjárás változásai 1889 és 1989 között. Magyar Nyelvtudományi Társaság, Budapest, 1990
- Magyar anyanyelvűek – magyar nyelvhasználat. Nemzeti Tankönyvkiadó, Budapest, 1994
- Társadalom és nyelvhasználat. Nemzeti Tankönyvkiadó, Budapest, 1995
- Zsirai Miklós Akadémiai Kiadó, Budapest,1995
- Magyar nyelvjárási kalauz. ELTE BTK Mai Magyar Nyelvi Tanszék, Budapest, 2000
- Magyar dialektológia; szerk. Kiss Jenő; Osiris, Budapest, 2001 (Osiris tankönyvek)
- Magyar nyelvtörténet; szerk. Kiss Jenő, Pusztai Ferenc; Osiris, Budapest, 2003 (Osiris tankönyvek)
- Nyelv és nyelvhasználat a moldvai csángók körében; szerk. Kiss Jenő; Magyar Nyelvtudományi Társaság, Budapest, 2004
- Dialektológia és nyelvtudomány: hagyomány és korszerűség; MTA, Budapest, 2005 (Székfoglalók a Magyar Tudományos Akadémián)
- Zsirai Miklós, 1892–1955. Elhangzott: 2005. április 18.; MTA, Budapest, 2006 (Emlékbeszédek az MTA elhunyt tagjai felett)
- Benkő Loránd emlékezete; szerk. Juhász Dezső, Kiss Jenő; Magyar Nyelvtudományi Társaság, Budapest, 2012
- A magyar nyelv és nyelvközösség; Balaton Akadémia, Keszthely, 2012 (Szent György könyvek)
- A nyelvi változás. Kutatói dilemmák; MTA, Budapest, 2013 (Székfoglalók a Magyar Tudományos Akadémián)
- Kérdések és válaszok a nyelvtudományban. Jelen, múlt, jövő. Válogatás Kiss Jenő tanulmányaiból; szerk. Juhász Dezső; ELTE Eötvös Kiadó, Budapest, 2014
- Ungari keel ja selle kõnelejaskond (A magyar nyelv és nyelvközösség); észtre ford. Paul Kokla; Eesti Keele Sihtasutus, Tallinn, 2016
- A magyar nyelvtörténet kézikönyve; szerk. Kiss Jenő, Pusztai Ferenc; Tinta Könyvkiadó, Budapest, 2018.
- Mihályi tájszó- és névtár. Tájszavak, földrajzi, személy- és állatnevek. Múlt és jelen. Tinta Könyvkiadó, Budapest, 2022.